# REAPER
REAPER (un acrónimo de Entorno Rápido para Producción de Audio, Ingeniería, y Grabación) es un software de grabación y una DAW creada per Cockos. La versión actual está disponible para Windows de Microsoft (XP y más nuevos) y macOS (10.5 y más nuevos) – las versiones de beta están también disponible para Linux. REAPER actúa como anfitrión en la mayoría de plug-ins de diferentes formatos (como VST y AU) y puede importar todo tipo de medios de comunicación, incluyendo vídeos. REAPER y su paquete de plug-ins están disponibles en formato de 32-bit y 64-bit.

## Licencia
REAPER ofrece una evaluación gratuita y completamente funcional de 60 días. Para un uso más amplio, hay dos licencias disponibles: una licencia comercial y una licencia de descuento. Su funcionalidad es la misma, solo difieren el precio y el público objetivo. Hay licencias con descuento disponibles para uso privado, escuelas y pequeñas empresas. Cualquier licencia paga incluye la versión actual y todas las actualizaciones futuras, así como actualizaciones gratuitas a la próxima versión principal. Cualquier licencia es válida para todas las configuraciones (x64 y x86) y permite múltiples instalaciones siempre que se utilicen en una máquina a la vez.

## Personalización
La herramienta ReaScript ofrece muchas oportunidades de personalización (edición, ejecución y depuración de operaciones en REAPER), así como temas y extensiones creados por el usuario que brindan funcionalidad adicional al programa.
ReaScript se puede utilizar para hacer casi cualquier cosa, desde comandos de macro hasta extensiones con todas las funciones de REAPER. Las acciones se pueden escribir en EEL2 (script JSFX), Lua y Python. SWS/S&M es una extensión popular de REAPER que mejora las superficies de trabajo y la manipulación del tempo.
La interfaz se puede personalizar utilizando temas creados por el usuario. Todas las versiones anteriores del tema están incluidas en REAPER y la personalización permite la manipulación completa de la interfaz de trabajo. Otros temas (y otro contenido creado por el usuario) están disponibles para descargar en el sitio web oficial. REAPER se ha traducido a varios idiomas y hay varios paquetes de idiomas disponibles para descargar. Los usuarios y desarrolladores pueden crear paquetes de idiomas para REAPER.

## Software incluido y plug-ins
Reaper contiene una variedad de efectos de producción de audio. Además, en éstos se incluyen herramientas como ReaEQ, ReaVerb, ReaGate, ReaDelay, ReaPitch y ReaComp. Los Rea-plug-ins, como ReaPlugs VST FX Suite., están disponibles como descargas separadas por usuarios de otros softwares de edición de audio.
Cientos de plug-ins JSFX-ins están incluidos, desde efectos más generales, a aplicaciones específicas para MIDI y audio.  Los scripts de JSFX son archivos de texto, los cuales cuando son cargados en REAPER, que se convierten en plug-ins completos, desde efectos de audio sencillos (delay, distorsión, compresión) a instrumentos (synths, muestreadores) y otras herramientas con propósito especiales (triggers para baterías, y panoramización envolvente). Todos los plug-ins JSFX-ins son editables en cualquier editor de texto y plenamente personalizables por el usuario. 
REAPER no incluye ningún software de terceros. Sin embargo,  es absolutamente compatible con todas las versiones del estándar de VST (actualmente VST3) y por ese mismo motivo funciona con la mayoría de plug-ins tanto gratuitos como comerciales. La versión de REAPER en x64 también puede utilizar plug-ins en formato de 32-bit.

## Edición de vídeo
A pesar de que REAPER no es un software de edición de vídeo, es cierto que se puede utilizar para editar o sustituir el audio incorporado o para cortar y recortar archivos de vídeo. Dentro de REAPER están disponibles algunos efectos de vídeo usuales como la fundición o la fundición encadenada. El software coloca en línea los archivos de vídeo en un proyecto, como si fuera una pista de audio, y la parte de vídeo de un archivo puede ser vista en una ventana de vídeo separada mientras se trabaja en el proyecto. 

## Soporte por superficies del control
REAPER tiene soporte para:
- BCF2000 – Superficie de control de Beheringer, MIDI/USB [5]
- TranzPort - Superficie de control sin cables de Frontier Design Group's. [6]
- AlphaTrack – Superficie de control de Frontier Design Group's AlphaTrack [7]
- FaderPort – Superficie de control de Presonus' FaderPort [8]
- Baby HUI - Superficie de control Mackie Baby HUI. [9]
- MCU – Superficie de control "Mackie Control Universal" [10]

## Historial de versión
- Primera versión pública – 23 de diciembre de 2005 como freeware
- 1.0 – Liberación el 23 de agosto de 2006 como shareware [11]
- 2.0 – 10 de octubre de 2007
  - 2.43 – 30 de julio de 2008: Beta Mac HUESO X y soporte para Windows x64. [12]
  - 2.56 – 2 de marzo de 2009: Finalizado por Mac OS X y Windows x64 puertos.
- 3.0 – 22 de mayo de 2009
- 4.0 – 3 de agosto de 2011
  - Comienza la creación por su utilización en Linux . [13]
- 5.0 – 12 de agosto de 2015
  - Modo Beta por Linux.